# Famille Rudnay
Rudnay de Rudnó et Divékújfalu (en hongrois : rudnai és divékújfalusi Rudnay) est le patronyme d'une ancienne famille de la noblesse hongroise.

## Origines
Issue du clan Divék, la famille Rudnay est originaire du comitat de Nyitra et remonte au XIVe siècle.

## Membres notables
- Miklós Rudnay, notaire (1579) puis auditeur (számvevő, 1580) du comté de Sopron.
- Alexander Rudnay (1760–1831), cardinal, archevêque d'Esztergom et prince-primat de Hongrie. Oncle du suivant.
- István Rudnay (hu) (1827-1916), avocat, 1er lieutenant lors de la révolution hongroise de 1848, parlementaire, juge de la Cour Royale de Budapest et membre du Comité Législatif du comté de Nyitra. Père des suivants.
  - Sándor Rudnay (1856-), avocat, maire de Nyitra, parlementaire.
  - Béla Rudnay (hu) (1857-1932), parlementaire, főispán des comtés de Hont et de Nógrád (1894), chef de la police de Budapest (1896), chevalier de l'ordre de Saint-Étienne de Hongrie et de l'ordre impérial de Léopold.
    - Lajos Rudnay (1883-1944), ambassadeur extraordinaire (rendkívüli követ) du royaume de Hongrie. Fils du précédent.

  - István Rudnay (1867-1930), juge des nobles en chef puis alispán du comté de Trencsén, chevalier de l'ordre de la Couronne de fer. Fils de István et frères des précédents.

## Liens, sources
- Iván Nagy: Magyarország családai, Budapest